# Jesus Chediak
Jesus Chediak (* 10. August 1941 in Belo Horizonte; † 8. Mai 2020 in Rio de Janeiro) war ein brasilianischer Schauspieler, Filmemacher, Regisseur, Kulturfunktionär, Politiker, Autor, Journalist und Hochschullehrer.

## Leben und Wirken
Jesus Chediak wurde in Belo Horizonte geboren, verbrachte aber die meiste Lebenszeit in der Stadt Duque de Caxias, wo er auch lebte. In dieser Stadt war er auch Kulturstadtrat gewesen.
Chediak war eine wichtige Figur des Kulturlebens in Brasilien, im Laufe seiner Karriere begegnete er Größen der brasilianischen Kultur wie Heitor Villa-Lobos, Carlos Drummond de Andrade oder Ferreira Gullar.
Auch als Buchautor war er tätig, so schrieb er das Werk „Brasil- país do presente: contribuições para a formulação de um socialismo cristão brasileiro“. (Brasilien, Land der Gegenwart: Beiträge zur Formulierung eines brasilianischen christlichen Sozialismus).
Überdies hatte er diverse Ämter in Kultureinrichtungen inne; so war er Präsident der Casa França-Brazil, Kulturchef des brasilianischen Presseverbandes und Kurator für Kunstsicherheit des Staatssekretärs für Kultur des Staates Rio de Janeiro.
Im Bereich des Theaters konnte er auf eine Professur für Theaterwissenschaften an der Bundesuniversität Rio de Janeiro blicken und war als Regisseur an Theatern wie dem RioARTE und dem Joao Caetano Teatro tätig.

## Filmemacher
Chediak war ein Vertreter des Cinema Novo und war als Schauspieler, Drehbuchautor, Regisseur und Produzent in insgesamt sechs Produktionen tätig.

## Tod
Im Alter von 78 Jahren starb Jesus Chediak in Rio de Janeiro an den Folgen einer COVID-19-Erkrankung.

## Filmographie

### Als Schauspieler
- As boboletas tambem amam, 1979.
- Ladroes de Cinema, 1977.
- A lenda de Ubijarara, 1975.

### Drehbuchautor
- Os viciados, 1968.
- Banana mecanica, 1974.
- Parto para a liberdade- um breve historia de Pedro Aleixo (Dokumentation), 2014. (auch Regisseur).